# Пад Римског царства (филм)
Пад Римског царства (енгл. The Fall of the Roman Empire) је историјски ратни филм из 1964. који је режирао Ентони Мен. 

## Радња
Радња филма се одвија отприлике у 180-193, почетак је пропадања Римског царства. Ово је владавина цара Марка Аурелија и касније његовог сина Комода. Радња говори о конфронтацији Марка Аурелија са претњом напада германских племена и истовремено о сложеној политичкој борби са противницима унутар земље.
Марко Аурелије ће свог заповедника Гаја Метела Ливија учинити својим наследником. У међувремену, његов рођени син Комод, схватајући да би могао изгубити престо цара, почиње да плете интриге против Ливија.
Сукоб између Комода и Ливија постаје непремостив након његове победе над Персијанцима. Комод му је понудио да постане његов сувладар у замену за уништење низа насеља са њиховим становницима. Вративши се у Рим, непослушни Ливије је био оптужен од цара и сената за издају. Одузета му је титула команданта римске војске и изазвао га је Комод на двобој. Ливије је убио цара, али је потом одбио да преузме престо.

## Улоге
- Софија Лорен	 ... 	Луцила
- Стивен Бојд	... 	Ливије
- Алек Гинис	... 	Марко Аурелије
- Џејмс Мејсон	... 	Тимонид
- Кристофер Пламер	... Комод
- Ентони Квејл	... 	Верул
- Џон Ајерланд	... 	Баломар
- Омар Шариф	... 	Сохам
- Мел Ферер	... 	    Клеандер
- Ерик Портер	... 	Јулијан
- Финли Кери	... 	сенатор
- Ендру Кир	... 	    Полибије
- Даглас Вилмер	... 	Нигер
- Џорџ Мерсел	... 	Викторин
- Норман Вуланд	... 	Виргилијан

## Награде
- Оскар за најбољу оригиналну музику - Димитри Тјомкин (номинација)
- Златни глобус за најбољу оригиналну музику - Димитри Тјомкин (награда)